# Dallas Texans (Eishockey)
Die Dallas Texans waren eine US-amerikanische Eishockeymannschaft aus Dallas, Texas. Die Mannschaft spielte zwischen 1941 und 1949 in der American Hockey Association sowie der United States Hockey League.  

## Geschichte
Das Franchise wurde 1941 als Expansionsteam der American Hockey Association gegründet. In der Saison 1941/42, ihrer Premierenspielzeit, belegte die Mannschaft in der regulären Saison den vierten Platz der South Division und verpasste die Teilnahme an den Playoffs. Nach der Spielzeit wurde die AHA aufgelöst und die Texans stellten vorübergehend den Spielbetrieb ein. Als 1945 die United States Hockey League als Nachfolgewettbewerb der AHA gegründet wurde, wurden auch die Texans reaktiviert und spielten dort, bis die Mannschaft im Anschluss an die Saison 1948/49 endgültig aufgelöst wurde.  